# Classique de Saint-Sébastien 2023
La Classique de Saint-Sébastien 2023 est la 42e édition de cette course cycliste masculine sur route. Elle a lieu le 29 juillet 2023 au Pays basque, en Espagne, et fait partie du calendrier UCI World Tour 2023. Elle est remportée par le Belge Remco Evenepoel qui signe une troisième victoire sur cette classique.

## Présentation

### Parcours
Le parcours de 230,3 km est 5,5 kilomètres plus long que l'édition précédente. Partant de Saint-Sébastien, la classique comporte sept côtes répertoriées, les quatre dernières à franchir étant Jaizkibel (7,9 km avec une pente moyenne de 5,6 %, sommet à 93 km de l'arrivée), la côte d'Erlaitz (3,8 km avec une pente moyenne de 10,6 %, sommet à 73 km de l'arrivée), Mendizorrotz (4,1 km avec une pente moyenne de 7,3 %, sommet à 37 km de l'arrivée) et le mur de Murgil-Tontorra (2,1 km avec une pente moyenne de 10,1 % dont un passage à 19 %) dont le sommet se situe à 8 km de la ligne d'arrivée tracée sur Alameda del Boulevard de Saint-Sébastien que les coureurs franchissent une première fois à 48 km du terme.

### Équipes
La Classique de Saint-Sébastien faisant partie du calendrier de l'UCI World Tour, les dix-huit « World Teams » y participent. Sept équipes continentales professionnelles sont invitées.
| WorldTeams (18)- AG2R Citroën Team - Alpecin-Deceuninck - Astana Qazaqstan Team - Bahrain Victorious - Bora-Hansgrohe - Cofidis - EF Education-EasyPost - Groupama-FDJ - Ineos Grenadiers - Intermarché-Circus-Wanty - Jumbo-Visma - Lidl-Trek - Movistar Team - Soudal Quick-Step - Arkéa-Samsic - Team DSM-Firmenich - Team Jayco AlUla - UAE Team Emirates ProTeams (7)- Burgos-BH - Caja Rural-Seguros RGA - Equipo Kern Pharma - Euskaltel-Euskadi - Israel-Premier Tech - Lotto Dstny - TotalEnergies |
| |

### Favoris
Le champion du monde et de Belgique Remco Evenepoel, vainqueur de l'édition précédente et en 2019, est pointé parmi les principaux favoris. Plusieurs Espagnols sortant du Tour de France sont aussi cités comme potentiels vainqueurs : les équipiers de l'équipe Bahrain Victoirous Pello Bilbao, qui vient de terminer à la 6e place du Tour et Mikel Landa, plus en retrait sur la Grande Boucle, le jeune Carlos Rodriguez (Ineos Grenadiers), 5e du Tour et vainqueur d’étape et Ion Izagirre (Cofidis), aussi vainqueur d’étape. Le jeune Espagnol Juan Ayuso (UAE Emirates) est aussi classé comme favori. Parmi les autres nations, on peut citer le Danois Mattias Skjelmose (Lidl Trek), vainqueur du Tour de Suisse 2023, l'Autrichien Felix Gall (AG2R Citroën), l'Irlandais Ben Healy (EF Education-EasyPost), son équipier américain Neilson Powless, vainqueur en 2021, le Britannique Simon Yates (Jayco AlUla), 4e du Tour, le Kazakh Alexey Lutsenko (Astana), le Russe Aleksandr Vlasov (Bora Hansgrohe) ou encore les jeunes Français Romain Grégoire (Groupama-FDJ) et Victor Lafay (Cofidis).

## Déroulement de la course
Après une petite cinquantaine de kilomètres, cinq hommes sont en tête : les Français Romain Bardet (DSM), Franck Bonnamour (AG2R Citroën) et Julien Bernard (Lidl Trek), l'Espagnol Mikel Iturria (Euskaltel-Euskadi) et le Belge Nathan Van Hooydonck (Jumbo Visma). L'écart des hommes de tête avec le peloton monte jusqu'à cinq minutes avant l'ascension de Jaizkibel. Dans cette montée, Bonnamour ne peut pas suivre le rythme. Dans l'ascension suivante d'Erlaitz, Bardet et Van Hooydonck lâchent leurs deux derniers compagnons d'échappée alors que le peloton se rapproche à moins de deux minutes.
Un peu avant le sommet d'Erlaitz, à 73 km de l'arrivée, le champion du monde Remco Evenepoel (Soudal Quick-Step) place une attaque tranchante en tête du peloton. Trois coureurs parviennent à le suivre : l'Espagnol Pello Bilbao (Bahrain Victorious), le Russe Aleksandr Vlasov (Bora Hansgrohe) et l'Italien Alberto Bettiol (EF Education). Ces quatre hommes reviennent sur le duo Bardet-Van Hooydonck en tête de la course à 68 km de l'arrivée. Au pied de Mendizorrotz, l'avant-dernière montée de la journée, l'avantage des six fuyards sur le peloton est d'une minute et quinze secondes. Au sommet de Mendizorrotz, Evenepoel, Bilbao et Vlasov qui ont lâché successivement Van Hooydonck, Bardet et Bettiol, se retrouvent en tête. Le trio augmente son avance sur ses poursuivants pour atteindre trois minutes au pied de la dernière difficulté du jour, le mur de Murgil. Dans cette ascension, Vlasov finit par lâcher prise et Evenepoel et Bilbao filent ensemble vers Saint-Sébastien. Dans un sprint à deux, Evenepoel s'impose et remporte une troisième victoire sur cette classique en autant de participations, égalisant le record détenu par l'Espagnol Marino Lejarreta, vainqueur en 1981, 1982 et 1987.

## Classement final
| \| Classement général \| Classement général \| Classement général \| Classement général \| Classement général \| \| Coureur \| Coureur \| Pays \| Équipe \| Temps \| \| ------------------ \| ------------------- \| ------------------ \| ------------------------ \| ------------------ \| \| 1er \| Remco Evenepoel \| Belgique \| Soudal Quick-Step \| 5 h 30 min 59 s \| \| 2e \| Pello Bilbao \| Espagne \| Bahrain Victorious \| + 0 s \| \| 3e \| Aleksandr Vlasov \| Bannière neutre \| Bora-Hansgrohe \| + 28 s \| \| 4e \| Neilson Powless \| États-Unis \| EF Education-EasyPost \| + 2 min 50 s \| \| 5e \| Ion Izagirre \| Espagne \| Cofidis \| + 2 min 57 s \| \| 6e \| Toms Skujiņš \| Lettonie \| Lidl-Trek \| + 3 min 02 s \| \| 7e \| Alex Aranburu \| Espagne \| Movistar Team \| + 3 min 02 s \| \| 8e \| Rui Costa \| Portugal \| Intermarché-Circus-Wanty \| + 3 min 02 s \| \| 9e \| Andrea Bagioli \| Italie \| Soudal Quick-Step \| + 3 min 02 s \| \| 10e \| Tiesj Benoot \| Belgique \| Jumbo-Visma \| + 3 min 02 s \| \| 11e \| Juan Ayuso \| Espagne \| UAE Team Emirates \| + 3 min 02 s \| \| 12e \| Alberto Bettiol \| Italie \| EF Education-EasyPost \| + 3 min 02 s \| \| 13e \| Marc Hirschi \| Suisse \| UAE Team Emirates \| + 3 min 02 s \| \| 14e \| Clément Champoussin \| France \| Arkéa-Samsic \| + 3 min 02 s \| \| 15e \| Carlos Rodríguez \| Espagne \| Ineos Grenadiers \| + 3 min 02 s \| \| 16e \| Jason Osborne \| Allemagne \| Alpecin-Deceuninck \| + 3 min 02 s \| \| 17e \| Mikel Landa \| Espagne \| Bahrain Victorious \| + 3 min 02 s \| \| 18e \| Chris Harper \| Australie \| Team Jayco AlUla \| + 3 min 02 s \| \| 19e \| Jakob Fuglsang \| Danemark \| Israel-Premier Tech \| + 3 min 02 s \| \| 20e \| Felix Gall \| Autriche \| AG2R Citroën Team \| + 3 min 02 s \| |                     |                 |                          |                 |
| |                     |                 |                          |                 |
| Source : ProCyclingStats |                     |                 |                          |                 |
| Classement général |                     |                 |                          |                 |
| Coureur | Coureur             | Pays            | Équipe                   | Temps           |
| 1er | Remco Evenepoel     | Belgique        | Soudal Quick-Step        | 5 h 30 min 59 s |
| 2e | Pello Bilbao        | Espagne         | Bahrain Victorious       | + 0 s           |
| 3e | Aleksandr Vlasov    | Bannière neutre | Bora-Hansgrohe           | + 28 s          |
| 4e | Neilson Powless     | États-Unis      | EF Education-EasyPost    | + 2 min 50 s    |
| 5e | Ion Izagirre        | Espagne         | Cofidis                  | + 2 min 57 s    |
| 6e | Toms Skujiņš        | Lettonie        | Lidl-Trek                | + 3 min 02 s    |
| 7e | Alex Aranburu       | Espagne         | Movistar Team            | + 3 min 02 s    |
| 8e | Rui Costa           | Portugal        | Intermarché-Circus-Wanty | + 3 min 02 s    |
| 9e | Andrea Bagioli      | Italie          | Soudal Quick-Step        | + 3 min 02 s    |
| 10e | Tiesj Benoot        | Belgique        | Jumbo-Visma              | + 3 min 02 s    |
| 11e | Juan Ayuso          | Espagne         | UAE Team Emirates        | + 3 min 02 s    |
| 12e | Alberto Bettiol     | Italie          | EF Education-EasyPost    | + 3 min 02 s    |
| 13e | Marc Hirschi        | Suisse          | UAE Team Emirates        | + 3 min 02 s    |
| 14e | Clément Champoussin | France          | Arkéa-Samsic             | + 3 min 02 s    |
| 15e | Carlos Rodríguez    | Espagne         | Ineos Grenadiers         | + 3 min 02 s    |
| 16e | Jason Osborne       | Allemagne       | Alpecin-Deceuninck       | + 3 min 02 s    |
| 17e | Mikel Landa         | Espagne         | Bahrain Victorious       | + 3 min 02 s    |
| 18e | Chris Harper        | Australie       | Team Jayco AlUla         | + 3 min 02 s    |
| 19e | Jakob Fuglsang      | Danemark        | Israel-Premier Tech      | + 3 min 02 s    |
| 20e | Felix Gall          | Autriche        | AG2R Citroën Team        | + 3 min 02 s    |

## Liste des participants
| Soudal Quick-Step SOQ | Soudal Quick-Step SOQ         | Soudal Quick-Step SOQ |
| --------------------- | ----------------------------- | --------------------- |
| Num                   | Coureur                       | Pos                   |
| 1                     | Remco Evenepoel (BEL) (route) | 1er                   |
| 2                     | Andrea Bagioli (ITA)          | 9e                    |
| 3                     | Julian Alaphilippe (FRA)      | AB                    |
| 4                     | James Knox (GBR)              | AB                    |
| 5                     | Rémi Cavagna (FRA)            | AB                    |
| 6                     | Pieter Serry (BEL)            | AB                    |
| 7                     | Mauri Vansevenant (BEL)       | 40e                   |

| AG2R Citroën Team ACT | AG2R Citroën Team ACT   | AG2R Citroën Team ACT |
| --------------------- | ----------------------- | --------------------- |
| Num                   | Coureur                 | Pos                   |
| 11                    | Alex Baudin (FRA)       | 29e                   |
| 12                    | Clément Berthet (FRA)   | 44e                   |
| 13                    | Franck Bonnamour (FRA)  | AB                    |
| 14                    | Ben O'Connor (AUS)      | AB                    |
| 15                    | Felix Gall (AUT)        | 20e                   |
| 16                    | Nicolas Prodhomme (FRA) | AB                    |
| 17                    | Damien Touzé (FRA)      | AB                    |

| Alpecin-Deceuninck ADC | Alpecin-Deceuninck ADC  | Alpecin-Deceuninck ADC |
| ---------------------- | ----------------------- | ---------------------- |
| Num                    | Coureur                 | Pos                    |
| 21                     | Quinten Hermans (BEL)   | AB                     |
| 22                     | Kristian Sbaragli (ITA) | 54e                    |
| 23                     | Gianni Vermeersch (BEL) | AB                     |
| 24                     | Jason Osborne (GER)     | 16e                    |
| 25                     | Xandro Meurisse (BEL)   | AB                     |
| 26                     | Jimmy Janssens (BEL)    | AB                     |
| 27                     | Tobias Bayer (AUT)      | AB                     |

| Arkéa-Samsic ARK | Arkéa-Samsic ARK          | Arkéa-Samsic ARK |
| ---------------- | ------------------------- | ---------------- |
| Num              | Coureur                   | Pos              |
| 31               | Élie Gesbert (FRA)        | AB               |
| 32               | Louis Barré (FRA)         | AB               |
| 33               | Clément Champoussin (FRA) | 14e              |
| 34               | Anthony Delaplace (FRA)   | 43e              |
| 35               | Thibault Guernalec (FRA)  | AB               |
| 36               | Simon Guglielmi (FRA)     | AB               |
| 37               | Alessandro Verre (ITA)    | AB               |

| Astana Qazaqstan Team AST | Astana Qazaqstan Team AST     | Astana Qazaqstan Team AST |
| ------------------------- | ----------------------------- | ------------------------- |
| Num                       | Coureur                       | Pos                       |
| 41                        | Alexey Lutsenko (KAZ) (route) | 31e                       |
| 42                        | Yuriy Natarov (KAZ)           | HD                        |
| 43                        | Leonardo Basso (ITA)          | AB                        |
| 44                        | Fabio Felline (ITA)           | 56e                       |
| 45                        | Javier Romo (ESP)             | AB                        |
| 46                        | Harold Tejada (COL)           | AB                        |
| 47                        | Simone Velasco (ITA) (route)  | 28e                       |

| Bora-Hansgrohe BOH | Bora-Hansgrohe BOH          | Bora-Hansgrohe BOH |
| ------------------ | --------------------------- | ------------------ |
| Num                | Coureur                     | Pos                |
| 51                 | Bob Jungels (LUX)           | AB                 |
| 52                 | Ide Schelling (NED)         | AB                 |
| 53                 | Frederik Wandahl (DEN)      | 63e                |
| 54                 | Matteo Fabbro (ITA)         | 69e                |
| 55                 | Nico Denz (GER)             | AB                 |
| 56                 | Maximilian Schachmann (GER) | 74e                |
| 57                 | Aleksandr Vlasov            | 3e                 |

| Cofidis COF | Cofidis COF              | Cofidis COF |
| ----------- | ------------------------ | ----------- |
| Num         | Coureur                  | Pos         |
| 61          | Ion Izagirre (ESP)       | 5e          |
| 62          | Thomas Champion (FRA)    | AB          |
| 63          | Alexandre Delettre (FRA) | AB          |
| 64          | Guillaume Martin (FRA)   | 32e         |
| 65          | José Herrada (ESP)       | 87e         |
| 66          | Benjamin Thomas (FRA)    | AB          |
| 67          | André Carvalho (POR)     | AB          |

| Team DSM-Firmenich DSM | Team DSM-Firmenich DSM   | Team DSM-Firmenich DSM |
| ---------------------- | ------------------------ | ---------------------- |
| Num                    | Coureur                  | Pos                    |
| 71                     | Romain Bardet (FRA)      | 38e                    |
| 72                     | Matthew Dinham (AUS)     | 47e                    |
| 73                     | Chris Hamilton (AUS)     | 84e                    |
| 74                     | Andreas Leknessund (NOR) | 90e                    |
| 75                     | Florian Stork (GER)      | 42e                    |
| 76                     | Marco Brenner (GER)      | 93e                    |
| 77                     | Kevin Vermaerke (USA)    | 21e                    |

| EF Education-EasyPost EFE | EF Education-EasyPost EFE  | EF Education-EasyPost EFE |
| ------------------------- | -------------------------- | ------------------------- |
| Num                       | Coureur                    | Pos                       |
| 81                        | Neilson Powless (USA)      | 4e                        |
| 82                        | Ben Healy (IRL) (route)    | 45e                       |
| 83                        | Alberto Bettiol (ITA)      | 12e                       |
| 84                        | Simon Carr (GBR)           | AB                        |
| 85                        | Andrea Piccolo (ITA)       | AB                        |
| 86                        | Rigoberto Urán (COL)       | 64e                       |
| 87                        | Odd Christian Eiking (NOR) | 94e                       |

| Groupama-FDJ GFC | Groupama-FDJ GFC         | Groupama-FDJ GFC |
| ---------------- | ------------------------ | ---------------- |
| Num              | Coureur                  | Pos              |
| 91               | Bruno Armirail (FRA)     | AB               |
| 92               | Romain Grégoire (FRA)    | 73e              |
| 93               | Matthieu Ladagnous (FRA) | AB               |
| 94               | Reuben Thompson (NZL)    | 58e              |
| 95               | Rudy Molard (FRA)        | 36e              |
| 96               | Quentin Pacher (FRA)     | AB               |
| 97               | Lars van den Berg (NED)  | 75e              |

| Intermarché-Circus-Wanty ICW | Intermarché-Circus-Wanty ICW | Intermarché-Circus-Wanty ICW |
| ---------------------------- | ---------------------------- | ---------------------------- |
| Num                          | Coureur                      | Pos                          |
| 101                          | Rui Costa (POR)              | 8e                           |
| 102                          | Biniam Girmay (ERI)          | AB                           |
| 103                          | Laurens Huys (BEL)           | AB                           |
| 104                          | Aimé De Gendt (BEL)          | 70e                          |
| 105                          | Lorenzo Rota (ITA)           | 30e                          |
| 106                          | Loïc Vliegen (BEL)           | AB                           |
| 107                          | Georg Zimmermann (GER)       | AB                           |

| Ineos Grenadiers IGD | Ineos Grenadiers IGD     | Ineos Grenadiers IGD |
| -------------------- | ------------------------ | -------------------- |
| Num                  | Coureur                  | Pos                  |
| 111                  | Carlos Rodríguez (ESP)   | 15e                  |
| 112                  | Jhonatan Narváez (ECU)   | 72e                  |
| 113                  | Brandon Rivera (COL)     | AB                   |
| 114                  | Omar Fraile (ESP)        | AB                   |
| 115                  | Ben Tulett (GBR)         | AB                   |
| 116                  | Luke Plapp (AUS) (route) | AB                   |
| 117                  | Ben Turner (GBR)         | HD                   |

| Movistar Team MOV | Movistar Team MOV         | Movistar Team MOV |
| ----------------- | ------------------------- | ----------------- |
| Num               | Coureur                   | Pos               |
| 121               | Alex Aranburu (ESP)       | 7e                |
| 122               | Iván García Cortina (ESP) | 27e               |
| 123               | Iván Romeo (ESP)          | 79e               |
| 124               | Lluís Mas (ESP)           | AB                |
| 125               | José Joaquín Rojas (ESP)  | AB                |
| 126               | Iván Sosa (COL)           | AB                |
| 127               | Gorka Izagirre (ESP)      | 26e               |

| Team Jayco AlUla JAY | Team Jayco AlUla JAY       | Team Jayco AlUla JAY |
| -------------------- | -------------------------- | -------------------- |
| Num                  | Coureur                    | Pos                  |
| 131                  | Michael Matthews (AUS)     | AB                   |
| 132                  | Hagos Welay Berhe (ETH)    | 41e                  |
| 133                  | Jan Maas (NED)             | 67e                  |
| 134                  | Felix Engelhardt (GER)     | 85e                  |
| 135                  | Chris Harper (AUS)         | 18e                  |
| 136                  | Alessandro De Marchi (ITA) | AB                   |
| 137                  | Lawson Craddock (USA)      | AB                   |

| Bahrain Victorious TBV | Bahrain Victorious TBV      | Bahrain Victorious TBV |
| ---------------------- | --------------------------- | ---------------------- |
| Num                    | Coureur                     | Pos                    |
| 141                    | Pello Bilbao (ESP)          | 2e                     |
| 142                    | Mikel Landa (ESP)           | 17e                    |
| 143                    | Santiago Buitrago (COL)     | 61e                    |
| 144                    | Yukiya Arashiro (JPN)       | AB                     |
| 145                    | Jonathan Milan (ITA)        | AB                     |
| 146                    | Edoardo Zambanini (ITA)     | AB                     |
| 147                    | Johan Price-Pejtersen (DEN) | AB                     |

| Lidl-Trek LTK | Lidl-Trek LTK               | Lidl-Trek LTK |
| ------------- | --------------------------- | ------------- |
| Num           | Coureur                     | Pos           |
| 151           | Tony Gallopin (FRA)         | AB            |
| 152           | Julien Bernard (FRA)        | 48e           |
| 153           | Kenny Elissonde (FRA)       | 33e           |
| 154           | Bauke Mollema (NED)         | 50e           |
| 155           | Marc Brustenga (ESP)        | AB            |
| 156           | Mathias Vacek (CZE) (route) | AB            |
| 157           | Toms Skujiņš (LAT)          | 6e            |

| Jumbo-Visma TJV | Jumbo-Visma TJV            | Jumbo-Visma TJV |
| --------------- | -------------------------- | --------------- |
| Num             | Coureur                    | Pos             |
| 161             | Tiesj Benoot (BEL)         | 10e             |
| 162             | Edoardo Affini (ITA)       | AB              |
| 163             | Lennard Hofstede (NED)     | AB              |
| 164             | Thomas Gloag (GBR)         | 86e             |
| 165             | Gijs Leemreize (NED)       | 49e             |
| 166             | Timo Roosen (NED)          | AB              |
| 167             | Nathan Van Hooydonck (BEL) | 25e             |

| UAE Team Emirates UAD | UAE Team Emirates UAD      | UAE Team Emirates UAD |
| --------------------- | -------------------------- | --------------------- |
| Num                   | Coureur                    | Pos                   |
| 171                   | Juan Ayuso (ESP)           | 11e                   |
| 172                   | Sjoerd Bax (NED)           | AB                    |
| 173                   | George Bennett (NZL)       | 23e                   |
| 174                   | Domen Novak (SLO)          | 76e                   |
| 175                   | Alessandro Covi (ITA)      | 91e                   |
| 176                   | Marc Hirschi (SUI) (route) | 13e                   |
| 177                   | Diego Ulissi (ITA)         | 57e                   |

| Burgos-BH BBH | Burgos-BH BBH              | Burgos-BH BBH |
| ------------- | -------------------------- | ------------- |
| Num           | Coureur                    | Pos           |
| 181           | Ander Okamika (ESP)        | 78e           |
| 182           | José Manuel Díaz (ESP)     | AB            |
| 183           | Eric Fagúndez (URU)        | 81e           |
| 184           | Andrés Camilo Ardila (COL) | AB            |
| 185           | Victor Langellotti (MON)   | AB            |
| 186           | Mario Aparicio (ESP)       | 68e           |
| 187           | Clément Alleno (FRA)       | HD            |

| Caja Rural-Seguros RGA CJR | Caja Rural-Seguros RGA CJR | Caja Rural-Seguros RGA CJR |
| -------------------------- | -------------------------- | -------------------------- |
| Num                        | Coureur                    | Pos                        |
| 191                        | Fernando Barceló (ESP)     | 71e                        |
| 192                        | Jokin Murguialday (ESP)    | 60e                        |
| 193                        | Joel Nicolau (ESP)         | 66e                        |
| 194                        | Abel Balderstone (ESP)     | 37e                        |
| 195                        | Michal Schlegel (CZE)      | 39e                        |
| 196                        | Julen Amézqueta (ESP)      | 83e                        |
| 197                        | Josu Etxeberria (ESP)      | AB                         |

| Equipo Kern Pharma EKP | Equipo Kern Pharma EKP | Equipo Kern Pharma EKP |
| ---------------------- | ---------------------- | ---------------------- |
| Num                    | Coureur                | Pos                    |
| 201                    | Roger Adrià (ESP)      | 46e                    |
| 202                    | Urko Berrade (ESP)     | 34e                    |
| 203                    | Pablo Castrillo (ESP)  | 24e                    |
| 204                    | Iñigo Elosegui (ESP)   | AB                     |
| 205                    | Jordi López (ESP)      | AB                     |
| 206                    | Pau Miquel (ESP)       | 51e                    |
| 207                    | Ibon Ruiz (ESP)        | 72e                    |

| Euskaltel-Euskadi EUS | Euskaltel-Euskadi EUS       | Euskaltel-Euskadi EUS |
| --------------------- | --------------------------- | --------------------- |
| Num                   | Coureur                     | Pos                   |
| 211                   | Xabier Isasa (ESP)          | AB                    |
| 212                   | Txomin Juaristi (ESP)       | 92e                   |
| 213                   | Ibai Azurmendi (ESP)        | 77e                   |
| 214                   | Xabier Mikel Azparren (ESP) | AB                    |
| 215                   | Mikel Iturria (ESP)         | 65e                   |
| 216                   | Xabier Berasategi (ESP)     | 88e                   |
| 217                   | Joan Bou (ESP)              | 35e                   |

| TotalEnergies TEN | TotalEnergies TEN        | TotalEnergies TEN |
| ----------------- | ------------------------ | ----------------- |
| Num               | Coureur                  | Pos               |
| 221               | Mathieu Burgaudeau (FRA) | AB                |
| 222               | Jérémy Cabot (FRA)       | AB                |
| 223               | Víctor de la Parte (ESP) | 89e               |
| 224               | Fabien Grellier (FRA)    | AB                |
| 225               | Alan Jousseaume (FRA)    | 59e               |
| 226               | Pierre Latour (FRA)      | AB                |
| 227               | Mattéo Vercher (FRA)     | AB                |

| Lotto Dstny LTD | Lotto Dstny LTD          | Lotto Dstny LTD |
| --------------- | ------------------------ | --------------- |
| Num             | Coureur                  | Pos             |
| 231             | Johannes Adamietz (GER)  | 53e             |
| 232             | Arjen Livyns (BEL)       | AB              |
| 233             | Mathijs Paasschens (NED) | AB              |
| 234             | Eduardo Sepúlveda (ARG)  | 52e             |
| 235             | Liam Slock (BEL)         | HD              |
| 236             | Harry Sweeny (AUS)       | 22e             |
| 237             | Jarrad Drizners (AUS)    | AB              |

| Israel-Premier Tech IPT | Israel-Premier Tech IPT  | Israel-Premier Tech IPT |
| ----------------------- | ------------------------ | ----------------------- |
| Num                     | Coureur                  | Pos                     |
| 241                     | Mads Würtz Schmidt (DEN) | AB                      |
| 242                     | Jakob Fuglsang (DEN)     | 19e                     |
| 243                     | Omer Goldstein (ISR)     | 80e                     |
| 244                     | Nick Schultz (AUS)       | AB                      |
| 245                     | Dylan Teuns (BEL)        | AB                      |
| 246                     | Stephen Williams (GBR)   | 62e                     |
| 247                     | Simon Clarke (AUS)       | 55e                     |

| Soudal Quick-Step SOQ | Soudal Quick-Step SOQ         | Soudal Quick-Step SOQ |
| --------------------- | ----------------------------- | --------------------- |
| Num                   | Coureur                       | Pos                   |
| 1                     | Remco Evenepoel (BEL) (route) | 1er                   |
| 2                     | Andrea Bagioli (ITA)          | 9e                    |
| 3                     | Julian Alaphilippe (FRA)      | AB                    |
| 4                     | James Knox (GBR)              | AB                    |
| 5                     | Rémi Cavagna (FRA)            | AB                    |
| 6                     | Pieter Serry (BEL)            | AB                    |
| 7                     | Mauri Vansevenant (BEL)       | 40e                   |

| AG2R Citroën Team ACT | AG2R Citroën Team ACT   | AG2R Citroën Team ACT |
| --------------------- | ----------------------- | --------------------- |
| Num                   | Coureur                 | Pos                   |
| 11                    | Alex Baudin (FRA)       | 29e                   |
| 12                    | Clément Berthet (FRA)   | 44e                   |
| 13                    | Franck Bonnamour (FRA)  | AB                    |
| 14                    | Ben O'Connor (AUS)      | AB                    |
| 15                    | Felix Gall (AUT)        | 20e                   |
| 16                    | Nicolas Prodhomme (FRA) | AB                    |
| 17                    | Damien Touzé (FRA)      | AB                    |

| Alpecin-Deceuninck ADC | Alpecin-Deceuninck ADC  | Alpecin-Deceuninck ADC |
| ---------------------- | ----------------------- | ---------------------- |
| Num                    | Coureur                 | Pos                    |
| 21                     | Quinten Hermans (BEL)   | AB                     |
| 22                     | Kristian Sbaragli (ITA) | 54e                    |
| 23                     | Gianni Vermeersch (BEL) | AB                     |
| 24                     | Jason Osborne (GER)     | 16e                    |
| 25                     | Xandro Meurisse (BEL)   | AB                     |
| 26                     | Jimmy Janssens (BEL)    | AB                     |
| 27                     | Tobias Bayer (AUT)      | AB                     |

| Arkéa-Samsic ARK | Arkéa-Samsic ARK          | Arkéa-Samsic ARK |
| ---------------- | ------------------------- | ---------------- |
| Num              | Coureur                   | Pos              |
| 31               | Élie Gesbert (FRA)        | AB               |
| 32               | Louis Barré (FRA)         | AB               |
| 33               | Clément Champoussin (FRA) | 14e              |
| 34               | Anthony Delaplace (FRA)   | 43e              |
| 35               | Thibault Guernalec (FRA)  | AB               |
| 36               | Simon Guglielmi (FRA)     | AB               |
| 37               | Alessandro Verre (ITA)    | AB               |

| Astana Qazaqstan Team AST | Astana Qazaqstan Team AST     | Astana Qazaqstan Team AST |
| ------------------------- | ----------------------------- | ------------------------- |
| Num                       | Coureur                       | Pos                       |
| 41                        | Alexey Lutsenko (KAZ) (route) | 31e                       |
| 42                        | Yuriy Natarov (KAZ)           | HD                        |
| 43                        | Leonardo Basso (ITA)          | AB                        |
| 44                        | Fabio Felline (ITA)           | 56e                       |
| 45                        | Javier Romo (ESP)             | AB                        |
| 46                        | Harold Tejada (COL)           | AB                        |
| 47                        | Simone Velasco (ITA) (route)  | 28e                       |

| Bora-Hansgrohe BOH | Bora-Hansgrohe BOH          | Bora-Hansgrohe BOH |
| ------------------ | --------------------------- | ------------------ |
| Num                | Coureur                     | Pos                |
| 51                 | Bob Jungels (LUX)           | AB                 |
| 52                 | Ide Schelling (NED)         | AB                 |
| 53                 | Frederik Wandahl (DEN)      | 63e                |
| 54                 | Matteo Fabbro (ITA)         | 69e                |
| 55                 | Nico Denz (GER)             | AB                 |
| 56                 | Maximilian Schachmann (GER) | 74e                |
| 57                 | Aleksandr Vlasov            | 3e                 |

| Cofidis COF | Cofidis COF              | Cofidis COF |
| ----------- | ------------------------ | ----------- |
| Num         | Coureur                  | Pos         |
| 61          | Ion Izagirre (ESP)       | 5e          |
| 62          | Thomas Champion (FRA)    | AB          |
| 63          | Alexandre Delettre (FRA) | AB          |
| 64          | Guillaume Martin (FRA)   | 32e         |
| 65          | José Herrada (ESP)       | 87e         |
| 66          | Benjamin Thomas (FRA)    | AB          |
| 67          | André Carvalho (POR)     | AB          |

| Team DSM-Firmenich DSM | Team DSM-Firmenich DSM   | Team DSM-Firmenich DSM |
| ---------------------- | ------------------------ | ---------------------- |
| Num                    | Coureur                  | Pos                    |
| 71                     | Romain Bardet (FRA)      | 38e                    |
| 72                     | Matthew Dinham (AUS)     | 47e                    |
| 73                     | Chris Hamilton (AUS)     | 84e                    |
| 74                     | Andreas Leknessund (NOR) | 90e                    |
| 75                     | Florian Stork (GER)      | 42e                    |
| 76                     | Marco Brenner (GER)      | 93e                    |
| 77                     | Kevin Vermaerke (USA)    | 21e                    |

| EF Education-EasyPost EFE | EF Education-EasyPost EFE  | EF Education-EasyPost EFE |
| ------------------------- | -------------------------- | ------------------------- |
| Num                       | Coureur                    | Pos                       |
| 81                        | Neilson Powless (USA)      | 4e                        |
| 82                        | Ben Healy (IRL) (route)    | 45e                       |
| 83                        | Alberto Bettiol (ITA)      | 12e                       |
| 84                        | Simon Carr (GBR)           | AB                        |
| 85                        | Andrea Piccolo (ITA)       | AB                        |
| 86                        | Rigoberto Urán (COL)       | 64e                       |
| 87                        | Odd Christian Eiking (NOR) | 94e                       |

| Groupama-FDJ GFC | Groupama-FDJ GFC         | Groupama-FDJ GFC |
| ---------------- | ------------------------ | ---------------- |
| Num              | Coureur                  | Pos              |
| 91               | Bruno Armirail (FRA)     | AB               |
| 92               | Romain Grégoire (FRA)    | 73e              |
| 93               | Matthieu Ladagnous (FRA) | AB               |
| 94               | Reuben Thompson (NZL)    | 58e              |
| 95               | Rudy Molard (FRA)        | 36e              |
| 96               | Quentin Pacher (FRA)     | AB               |
| 97               | Lars van den Berg (NED)  | 75e              |

| Intermarché-Circus-Wanty ICW | Intermarché-Circus-Wanty ICW | Intermarché-Circus-Wanty ICW |
| ---------------------------- | ---------------------------- | ---------------------------- |
| Num                          | Coureur                      | Pos                          |
| 101                          | Rui Costa (POR)              | 8e                           |
| 102                          | Biniam Girmay (ERI)          | AB                           |
| 103                          | Laurens Huys (BEL)           | AB                           |
| 104                          | Aimé De Gendt (BEL)          | 70e                          |
| 105                          | Lorenzo Rota (ITA)           | 30e                          |
| 106                          | Loïc Vliegen (BEL)           | AB                           |
| 107                          | Georg Zimmermann (GER)       | AB                           |

| Ineos Grenadiers IGD | Ineos Grenadiers IGD     | Ineos Grenadiers IGD |
| -------------------- | ------------------------ | -------------------- |
| Num                  | Coureur                  | Pos                  |
| 111                  | Carlos Rodríguez (ESP)   | 15e                  |
| 112                  | Jhonatan Narváez (ECU)   | 72e                  |
| 113                  | Brandon Rivera (COL)     | AB                   |
| 114                  | Omar Fraile (ESP)        | AB                   |
| 115                  | Ben Tulett (GBR)         | AB                   |
| 116                  | Luke Plapp (AUS) (route) | AB                   |
| 117                  | Ben Turner (GBR)         | HD                   |

| Movistar Team MOV | Movistar Team MOV         | Movistar Team MOV |
| ----------------- | ------------------------- | ----------------- |
| Num               | Coureur                   | Pos               |
| 121               | Alex Aranburu (ESP)       | 7e                |
| 122               | Iván García Cortina (ESP) | 27e               |
| 123               | Iván Romeo (ESP)          | 79e               |
| 124               | Lluís Mas (ESP)           | AB                |
| 125               | José Joaquín Rojas (ESP)  | AB                |
| 126               | Iván Sosa (COL)           | AB                |
| 127               | Gorka Izagirre (ESP)      | 26e               |

| Team Jayco AlUla JAY | Team Jayco AlUla JAY       | Team Jayco AlUla JAY |
| -------------------- | -------------------------- | -------------------- |
| Num                  | Coureur                    | Pos                  |
| 131                  | Michael Matthews (AUS)     | AB                   |
| 132                  | Hagos Welay Berhe (ETH)    | 41e                  |
| 133                  | Jan Maas (NED)             | 67e                  |
| 134                  | Felix Engelhardt (GER)     | 85e                  |
| 135                  | Chris Harper (AUS)         | 18e                  |
| 136                  | Alessandro De Marchi (ITA) | AB                   |
| 137                  | Lawson Craddock (USA)      | AB                   |

| Bahrain Victorious TBV | Bahrain Victorious TBV      | Bahrain Victorious TBV |
| ---------------------- | --------------------------- | ---------------------- |
| Num                    | Coureur                     | Pos                    |
| 141                    | Pello Bilbao (ESP)          | 2e                     |
| 142                    | Mikel Landa (ESP)           | 17e                    |
| 143                    | Santiago Buitrago (COL)     | 61e                    |
| 144                    | Yukiya Arashiro (JPN)       | AB                     |
| 145                    | Jonathan Milan (ITA)        | AB                     |
| 146                    | Edoardo Zambanini (ITA)     | AB                     |
| 147                    | Johan Price-Pejtersen (DEN) | AB                     |

| Lidl-Trek LTK | Lidl-Trek LTK               | Lidl-Trek LTK |
| ------------- | --------------------------- | ------------- |
| Num           | Coureur                     | Pos           |
| 151           | Tony Gallopin (FRA)         | AB            |
| 152           | Julien Bernard (FRA)        | 48e           |
| 153           | Kenny Elissonde (FRA)       | 33e           |
| 154           | Bauke Mollema (NED)         | 50e           |
| 155           | Marc Brustenga (ESP)        | AB            |
| 156           | Mathias Vacek (CZE) (route) | AB            |
| 157           | Toms Skujiņš (LAT)          | 6e            |

| Jumbo-Visma TJV | Jumbo-Visma TJV            | Jumbo-Visma TJV |
| --------------- | -------------------------- | --------------- |
| Num             | Coureur                    | Pos             |
| 161             | Tiesj Benoot (BEL)         | 10e             |
| 162             | Edoardo Affini (ITA)       | AB              |
| 163             | Lennard Hofstede (NED)     | AB              |
| 164             | Thomas Gloag (GBR)         | 86e             |
| 165             | Gijs Leemreize (NED)       | 49e             |
| 166             | Timo Roosen (NED)          | AB              |
| 167             | Nathan Van Hooydonck (BEL) | 25e             |

| UAE Team Emirates UAD | UAE Team Emirates UAD      | UAE Team Emirates UAD |
| --------------------- | -------------------------- | --------------------- |
| Num                   | Coureur                    | Pos                   |
| 171                   | Juan Ayuso (ESP)           | 11e                   |
| 172                   | Sjoerd Bax (NED)           | AB                    |
| 173                   | George Bennett (NZL)       | 23e                   |
| 174                   | Domen Novak (SLO)          | 76e                   |
| 175                   | Alessandro Covi (ITA)      | 91e                   |
| 176                   | Marc Hirschi (SUI) (route) | 13e                   |
| 177                   | Diego Ulissi (ITA)         | 57e                   |

| Burgos-BH BBH | Burgos-BH BBH              | Burgos-BH BBH |
| ------------- | -------------------------- | ------------- |
| Num           | Coureur                    | Pos           |
| 181           | Ander Okamika (ESP)        | 78e           |
| 182           | José Manuel Díaz (ESP)     | AB            |
| 183           | Eric Fagúndez (URU)        | 81e           |
| 184           | Andrés Camilo Ardila (COL) | AB            |
| 185           | Victor Langellotti (MON)   | AB            |
| 186           | Mario Aparicio (ESP)       | 68e           |
| 187           | Clément Alleno (FRA)       | HD            |

| Caja Rural-Seguros RGA CJR | Caja Rural-Seguros RGA CJR | Caja Rural-Seguros RGA CJR |
| -------------------------- | -------------------------- | -------------------------- |
| Num                        | Coureur                    | Pos                        |
| 191                        | Fernando Barceló (ESP)     | 71e                        |
| 192                        | Jokin Murguialday (ESP)    | 60e                        |
| 193                        | Joel Nicolau (ESP)         | 66e                        |
| 194                        | Abel Balderstone (ESP)     | 37e                        |
| 195                        | Michal Schlegel (CZE)      | 39e                        |
| 196                        | Julen Amézqueta (ESP)      | 83e                        |
| 197                        | Josu Etxeberria (ESP)      | AB                         |

| Equipo Kern Pharma EKP | Equipo Kern Pharma EKP | Equipo Kern Pharma EKP |
| ---------------------- | ---------------------- | ---------------------- |
| Num                    | Coureur                | Pos                    |
| 201                    | Roger Adrià (ESP)      | 46e                    |
| 202                    | Urko Berrade (ESP)     | 34e                    |
| 203                    | Pablo Castrillo (ESP)  | 24e                    |
| 204                    | Iñigo Elosegui (ESP)   | AB                     |
| 205                    | Jordi López (ESP)      | AB                     |
| 206                    | Pau Miquel (ESP)       | 51e                    |
| 207                    | Ibon Ruiz (ESP)        | 72e                    |

| Euskaltel-Euskadi EUS | Euskaltel-Euskadi EUS       | Euskaltel-Euskadi EUS |
| --------------------- | --------------------------- | --------------------- |
| Num                   | Coureur                     | Pos                   |
| 211                   | Xabier Isasa (ESP)          | AB                    |
| 212                   | Txomin Juaristi (ESP)       | 92e                   |
| 213                   | Ibai Azurmendi (ESP)        | 77e                   |
| 214                   | Xabier Mikel Azparren (ESP) | AB                    |
| 215                   | Mikel Iturria (ESP)         | 65e                   |
| 216                   | Xabier Berasategi (ESP)     | 88e                   |
| 217                   | Joan Bou (ESP)              | 35e                   |

| TotalEnergies TEN | TotalEnergies TEN        | TotalEnergies TEN |
| ----------------- | ------------------------ | ----------------- |
| Num               | Coureur                  | Pos               |
| 221               | Mathieu Burgaudeau (FRA) | AB                |
| 222               | Jérémy Cabot (FRA)       | AB                |
| 223               | Víctor de la Parte (ESP) | 89e               |
| 224               | Fabien Grellier (FRA)    | AB                |
| 225               | Alan Jousseaume (FRA)    | 59e               |
| 226               | Pierre Latour (FRA)      | AB                |
| 227               | Mattéo Vercher (FRA)     | AB                |

| Lotto Dstny LTD | Lotto Dstny LTD          | Lotto Dstny LTD |
| --------------- | ------------------------ | --------------- |
| Num             | Coureur                  | Pos             |
| 231             | Johannes Adamietz (GER)  | 53e             |
| 232             | Arjen Livyns (BEL)       | AB              |
| 233             | Mathijs Paasschens (NED) | AB              |
| 234             | Eduardo Sepúlveda (ARG)  | 52e             |
| 235             | Liam Slock (BEL)         | HD              |
| 236             | Harry Sweeny (AUS)       | 22e             |
| 237             | Jarrad Drizners (AUS)    | AB              |

| Israel-Premier Tech IPT | Israel-Premier Tech IPT  | Israel-Premier Tech IPT |
| ----------------------- | ------------------------ | ----------------------- |
| Num                     | Coureur                  | Pos                     |
| 241                     | Mads Würtz Schmidt (DEN) | AB                      |
| 242                     | Jakob Fuglsang (DEN)     | 19e                     |
| 243                     | Omer Goldstein (ISR)     | 80e                     |
| 244                     | Nick Schultz (AUS)       | AB                      |
| 245                     | Dylan Teuns (BEL)        | AB                      |
| 246                     | Stephen Williams (GBR)   | 62e                     |
| 247                     | Simon Clarke (AUS)       | 55e                     |